# Fußballklub 03 Pirmasens e.V.
Fußballklub 03 Pirmasens e.V. é uma agremiação esportiva alemã, fundada a 10 de junho de 1903, sediada em Pirmasens, na Renânia-Palatinado.
A equipe de futebol foi formada a partir da seção da ginástica, o TV Pirminia Pirmasens, em 1903. A parte futebolística se tornou independente em 1914. A denominação atual ocorreu em 1925. O FK é uma das poucas equipes que usa o alemão Klub em seu nome, em oposição ao termo inglês Club.

## História
O clube desenvolveu uma forte equipe no sudoeste da Alemanha. No pós-Primeira Guerra Mundial, o clube foi agrupado no módulo primeiro da Kreisliga Saar, em 1919, mas depois foi transferido para a Kreisliga Pfalz, em 1920. 
De 1930 a 1933, a equipe fez três aparições consecutivas nas finais do campeonato do sul alemão, após quatro conquistas da Bezirksliga Rhein-Saar, e entre 1934 e 1936, foi três vezes vice-campeã da Gauliga Südwest, uma das dezesseis máximas divisões formadas de acordo com a reorganização do futebol alemão sob o domínio do Terceiro Reich. O período da Segunda Guerra Mundial foi duro com o clube. Após uma surra de 26 a 0 impetrada pelo 1. FC Kaiserslautern, em 1942, o time se retirou da competição. Depois da guerra, o clube atuou na Oberliga Südwest e conquistou o título em 1958, 1959 e 1960, além de vice-campeão em 1954 e 1962. O time foi tão popular na época que por várias vezes foi obrigado a abandonar sua terra de origem para atuar no estádio nas proximidades de Ludwigshafen, com o intuito de acomodar as multidões de até 65.000 espectadores.
A partir da formação da Bundesliga, em 1963, o Pirmasens foi realocado na segunda divisão, a Regionalliga Südwest, na qual consistentemente terminou na metade superior da tabela ao longo da década seguinte. Embora tivesse tido diversas oportunidades de avançar à Bundesliga, através das rodadas de promoção, os chamados play-offs, todas as tentativas foram infrutíferas. Em meados da década de 1970 a campanha foi vacilante. A equipe quase sofreu o rebaixamento, em 1977, permanecendo no segundo módulo apenas por causa da crise financeira do rival SV Röchling Völklingen 06. No entanto, em 1980, o Pirmasens já se encontrava na Amateur Oberliga Südwest (III), e ainda caiu para a Verbandsliga Südwest, em 1993. Após apenas duas temporadas, o time já se encontrava na Landesliga Südwest (VI). Apesar do declínio, a agremiação se recuperou, chegando à terceira divisão, a Regionalliga Süd, na temporada 2006-2007. Contudo, a presença no terceiro módulo só durou uma temporada. De 2007-2008 a 2010-2011 a equipe participou de forma ininterrupta da Oberliga Südwest (V), tendo como melhor resultado um segundo posto das duas últimas temporadas, além de um terceiro em 2008-2009.
Em 2006, o clube surpreendeu o futebol alemão, ao derrotar o Werder Bremen na primeira rodada da Copa da Alemanha, nos pênaltis.

## Títulos
- Oberliga Südwest (I) Campeão: 1958, 1959, 1960;
- Oberliga Südwest (I) vice champions: 1954, 1962;
- Bezirksliga Rhein-Saar (I) Campeão: 1930, 1931, 1932, 1933;
- Regionalliga Südwest (II) Campeão: 1966;
- 2. Bundesliga Süd (II) Vice-campeão: 1975;
- Oberliga Südwest (IV) Campeão: 1999, 2006;
- Verbandsliga Südwest (V) Campeão: 1997;
- South West Cup Vencedor: 1999, 2006;

## Recent seasons
| Temporada | Divisão                         | Posição |
| 1999–2000 | Regionalliga West/Südwest (III) | 17ª ↓   |
| 2000–01   | Oberliga Südwest (IV)           | 8ª      |
| 2001–02   | Oberliga Südwest                | 7ª      |
| 2002–03   | Oberliga Südwest                | 13ª     |
| 2003–04   | Oberliga Südwest                | 12ª     |
| 2004–05   | Oberliga Südwest                | 10ª     |
| 2005–06   | Oberliga Südwest                | 1ª ↑    |
| 2006–07   | Regionalliga Süd (III)          | 17ª ↓   |
| 2007–08   | Oberliga Südwest (IV)           | 10ª     |
| 2008–09   | Oberliga Südwest (V)            | 3ª      |
| 2009–10   | Oberliga Südwest                | 2ª      |
| 2010–11   | Oberliga Südwest                | 2ª      |
| 2011–12   | Oberliga Südwest                | 3ª      |